# 松村蒼石
松村 蒼石（まつむら そうせき、1887年10月2日 - 1982年1月8日）は、滋賀県出身の俳人。本名は増次郎。滋賀県蒲生郡清水鼻（現東近江市）生。13歳で京都の織物問屋へ奉公に出る。17歳の頃より新聞の俳句欄に投句。1906年より東京の支店に勤務し作句を中断したが、関東大震災に被災した後再開。「鹿火屋」「枯野」に投句ののち、1925年に「雲母」に入会、飯田蛇笏、龍太に師事する。戦後は「玉虫」を発行。「雲母」にて1966年および1973年に山廬賞を受賞。1973年、句集『雪』その他の業績により第7回蛇笏賞を受賞。代表句に「たわたわと薄氷に乗る鴨の脚」など。句集に『寒鶯集』（1950年）、『露』（1960年）、『春霞』（1967年）、『雪』（1972年）、『雁』（1975年）がある。

## 参考
- 『現代俳句大事典』 三省堂、2005年
- コトバンク